# 805年
| 千纪： | 1千纪                                                                                           |
| 世纪： | 8世纪 \| 9世纪 \| 10世纪                                                                        |
| 年代： | 770年代 \| 780年代 \| 790年代 \| 800年代 \| 810年代 \| 820年代 \| 830年代                       |
| 年份： | 800年 \| 801年 \| 802年 \| 803年 \| 804年 \| 805年 \| 806年 \| 807年 \| 808年 \| 809年 \| 810年 |
| 纪年： | 乙酉年（鸡年）；唐貞元二十一年，永貞元年；南诏上元二十二年；日本延曆二十四年；渤海国正曆十一年  |

## 大事记
- 唐顺宗依靠王伾、王叔文，进行的试图打击宦官特权的永貞革新，宦官俱文珍等人逼唐順宗內禪予太子李純，是為唐憲宗，是為永貞內禪，推動改革的二王八司马均遭貶斥，史稱二王八司馬，唐順宗傳位後百餘日即駕崩。
- 波希米亚人、阿瓦尔人终于向查理曼臣服。
- 桓武天皇中止營造平安京工程與征伐蝦夷。

## 逝世
- 唐德宗李适，唐朝第12代皇帝（除去武則天以外），唐代宗李豫庶長子。
- 唐順宗李誦，唐朝第13代皇帝（除去武則天以外），唐德宗李适嫡長子。